# Iryna Wilde

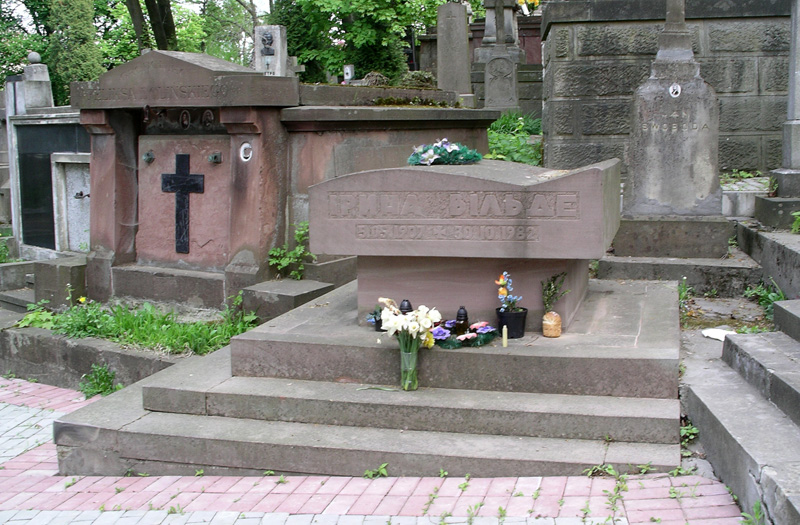
Grobowiec Iryny Wilde na Cmentarzu Łyczakowskim we Lwowie

Iryna Wilde, właśc. Daryna Dmytriwna Makohon, ukr. Іри́на Ві́льде, Дарина Дмитрівна Макогон, (ur. 5 maja 1907 w Czerniowcach, zm. 30 października 1982 we Lwowie) – ukraińska pisarka. Była córką pisarza Dmytro Makohona oraz matką orientalisty i tłumacza Jaremy Połotniuka.
W roku 1923 opuściła przyłączone do Rumunii Czerniowce. Uczęszczała do gimnazjum w Stanisławowie. W 1928 roku została studentką filologii słowiańskiej na Uniwersytecie Jana Kazimierza we Lwowie. Studia musiała jednak przerwać na czwartym roku z przyczyn finansowych.
W roku 1930 debiutowała opowiadaniem „Powist’ żyttia” (Powieść życia), wydrukowanym w czasopiśmie „Diło”.
W latach 1933–1939 pracowała w Kołomyi jako nauczycielka, była też współpracownikiem czasopisma „Żinocza dola” ukazującego się w Kołomyi.
Pierwsza powieść pisarki pt. „Wikna nawstiż” (Okna na oścież, 1934) ukazywała się na łamach pisma „Żinocza Dola”. Pierwszą powieścią wydaną w formie odrębnej książki był utwór „Metełyky na szpylkach” („Motyle na szpilkach”, 1936). W tym samym roku ukazały się powieści "Bje wośma" oraz zbiór nowel "Chymerne serce". Przed II wojną światową ukazała się jeszcze powieść „Pownolitni dity” (Pełnoletnie dzieci, 1939). Pierwsze utwory Iryny Wilde w niebanalny sposób opisywały życie i problemy młodzieży, proces dojrzewania młodych ludzi oraz ich drogę do dorosłego życia. Powieści szybko zdobyły uznanie krytyków ze względu na oryginalność tematyki oraz umiejętność przekonującej konstrukcji świata przeżyć wewnętrznych bohaterów.
W 1934 pisarka poślubiła leśnika Jewhena Połotniuka, który zginął 23 października 1943 w Worochcie z rąk Niemców za pomoc partyzantom Sidora Kowpaka. Ze względu na to wydarzenie Sidor Artiemiewicz Kowpak przez całe życie czuł się zobowiązany pomagać pisarce i nie raz wstawiał się w późniejszym czasie przed władzami za jej synem Maksymem, którego władze radzieckie oskarżały o nacjonalizm. Po śmierci męża Iryna Wilde przeniosła się z dziećmi do Lwowa.
W czasach radzieckich pisarka tworzyła szkice, opowiadania i powieści, które dotyczyły jednak zupełnie innych tematów i wprowadzały w życie postulaty, jakie stawiała twórcom metoda socrealizmu. Pierwszą powieścią Wilde, w której wyraźniej zaznaczył się nowy kierunek, był utwór „Ti z Kowalśkoji”, opowiadający o losach komunistycznego rewolucjonisty działającego w Galicji, na ukraińskim obszarze etnograficznym znajdującym się w granicach II RP. Zgodnie z zasadami estetyki socrealistycznej pisarka ukazuje proces formowania się świadomości socjalistycznej wśród młodzieży robotniczej, wywołany różnymi przyczynami społeczno-politycznymi.
W latach 1945–1949 Iryna Wilde była specjalnym korespondentem dziennika „Prawda Ukrainy”. W roku 1947 została posłanką Rady Najwyższej Ukraińskiej SRR. W roku 1940 została członkiem Związku Literatów ZSRR.
W roku 1965 otrzymała nagrodę im. Szewczenki za powieść „Sestry Riczynśki” (Siostry Riczyńskie). To właśnie ten dwutomowy utwór wzniósł pisarkę, zdaniem Bohdana Romanenczuka, na wyżyny literatury socrealistycznej. Iryna Wilde pisała ten utwór przez ponad ćwierć wieku, gdyż prace nad nim rozpoczęły się już w 1937. Osią utworu jest życie pięciu córek greckokatolickiego kapłana Arkadija Riczyńskoho oraz ich dostosowywanie się do nowej rzeczywistości po nagłej śmierci ojca, co równoznaczne jest z utratą dotychczasowego wygodnego życia. Utwór ten, mimo iż otrzymał główną ukraińską nagrodę literacką, przez wiele następnych lat wyłączony był z obiegu wydawniczego. Okazało się bowiem, iż autorka nawet w warunkach ówczesnej cenzury zdołała przemycić do swojej powieści takie elementy, jak wzmianka o wielkim głodzie, represjach, a także nakreślić elementy pozytywnego obrazu ukraińskiego nacjonalisty.
Pod koniec lat 70. pisarka osiedliła się na ulicy Czumackiej we Lwowie. W tym też mieście zmarła. Została pochowana na Cmentarzu Łyczakowskim.

## Twórczość

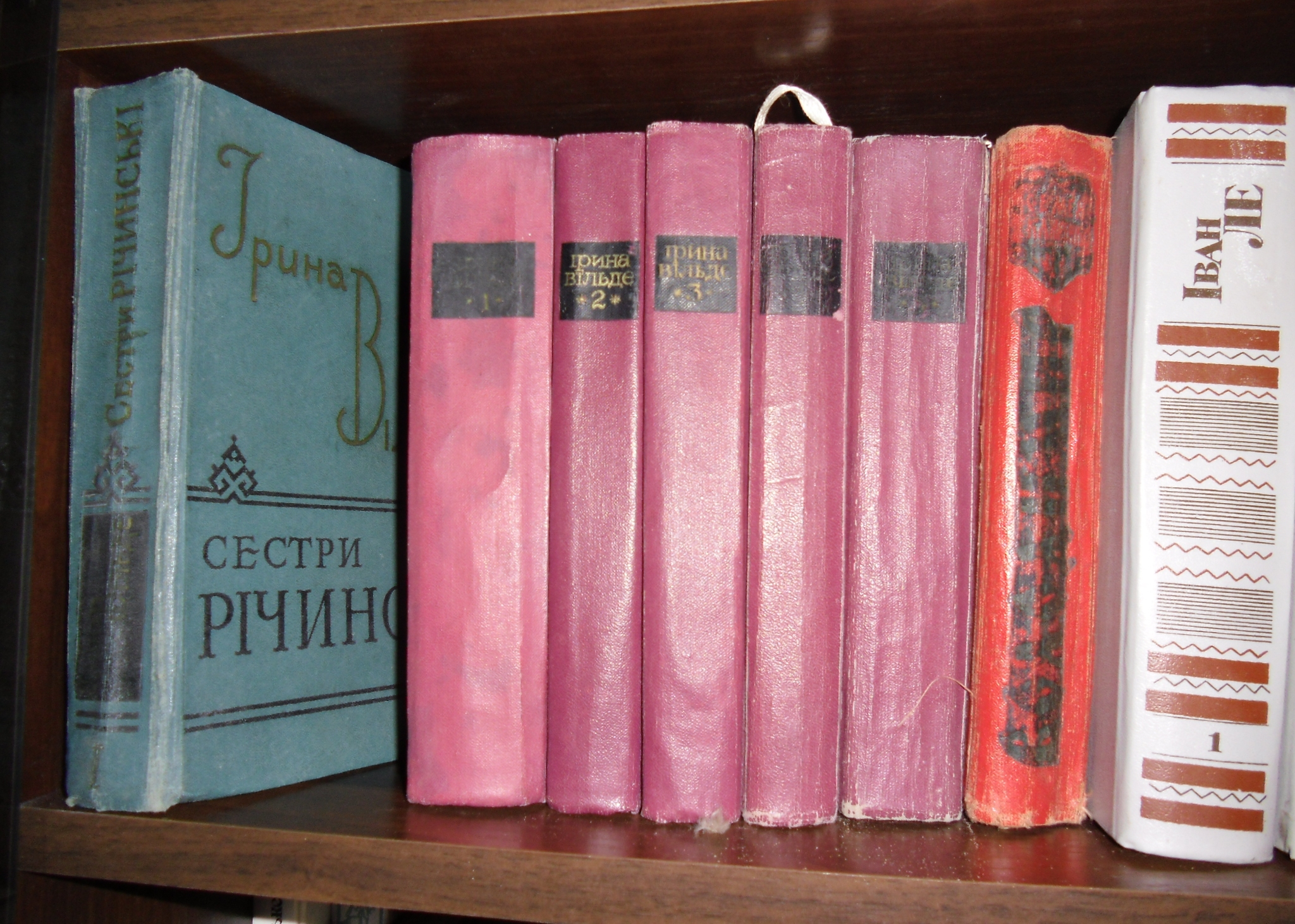
Pięciotomowe wydanie dzieł zebranych Iryny Wilde (Kijów, 1968)

### Opowiadania i nowele
- 1930 Powist' żyttia
- 1936 Chymerne serce (zbiór nowel)
- 1946 Istorija odnoho żyttia
- 1949 Steżynamy żyttia (zbiór opowiadań)
- 1950 Opowidannia
- 1953 Kury
- 1955 Na porozi
- 1958 Ty mene ne lubyw
- 1961 Żyttia tilky poczynajet'sia
- 1961 Trojandy i ternia (zbiór opowiadań)
- 1964 Liudśke tepło

### Powieści
- 1934 Wikna nawstiż
- 1936 Metełyky na szpylkach
- 1936 Bje wośma
- 1939 Pownolitni dity
- 1947 Ti z Kowalśkoji
- 1952 Pownolitni dity (nowa redakcja)
- 1964 Sestry Riczynśki